# Vorau
Vorau s 4783 prebivalci (1. januarja 2016) je trška občina na Štajerskem (Avstrija). 1. januarja 2015 je bila  v skladu s štajersko občinsko strukturno reformo združena z občinami Puchegg, Riegersberg, Schachen bei Vorau in Vornholz v novo občino z imenom Vorau.  Vorau je znan po avguštinskem samostanu Vorau z znamenito staro knjižnico rokopisov.

## Geografija
Občina je v sodnem okrožju Fürstenfeld in v političnem okrožju Hartberg-Fürstenfeld.
Združuje šest vasi ali katastrskih istoimenskih občin (prebivalcev na dan 1. januar 2015 , območje leta 2015 ):
- Puchegg (555; 1.371,95 ha),
- Reinberg (221; 743,09 ha),
- Riegersbach (760; 1.730,26 ha),
- Schachen bei Vorau (1194); KG Schachen (1.917,37 ha),
- Vorau (1365; 477,44 ha),
- Vornholz (729; 1.886,83 ha).

## Zgodovina
Vorau je bil v zapisih prvič omenjen leta 1149. Leta 1163 je mejni grof Otokar III. ustanovil samostan Vorau, ki je bil ključnega pomena za nadaljnji razvoj mesta.

## Znamenitosti
- Avguštinski samostan Vorau,
- poleg petih cerkva v Vorauu je ogleda vreden Muzej na prostem.

- Muzej na prostem – dimnica
- Odprta lopa
- Učilnica v vaški šoli